# Andreu de Cuijk
Andreu de Cuijk o Andries o Andreas (circa 1070 -23 de juny de 1139) va ser bisbe d'Utrecht entre el 1128 i el 1139. Va ser enterrat a la catedral d'Utrecht.
Andreu era descendent d'una coneguda família d'«Sticht», nom de les terres centrals del Bisbat d'Utrecht. Andreu era el segon fill d'Herman de Malsen i Irmgard de Namur.
Va ser el primer bisbe d'Utrecht després del Concordat de Worms signat el 1122, que hi va suposar la fi de la lluita de les investidures entre l'emperador i el papa sobre el dret de nomenar bisbes i que es va decidir a favor del papa.
El 1133, Andreu es va involucrar en una guerra amb Teodoric VI, comte d'Holanda, que va ser recolzada per la ciutat d'Utrecht i diversos partidaris del bisbe. Teodoric es va concedir el territori de Gau de Westergo i Oostergo per a Conrad III d'Alemanya. Aquestes terres havien estat confiscades per Enric V del Sacre Imperi Romanogermànic junt amb l'antic predecessor d'Andreu, el bisbe Bucard de Lechsgemünd.